# Olcanabates strigatus
Olcanabates strigatus är en tvåvingeart som beskrevs av Günther Enderlein 1911. Olcanabates strigatus ingår i släktet Olcanabates och familjen fritflugor. Inga underarter finns listade i Catalogue of Life.